# Pianfei
Pianfei är en ort och kommun i provinsen Cuneo i regionen Piemonte i Italien. Kommunen hade 2 108 invånare (2018).